# Such a Little Pirate
Such a Little Pirate er en amerikansk stumfilm fra 1918 af George Melford.

## Medvirkende
- Lila Lee - Patricia Wolf
- Theodore Roberts - Obadiah Wolf
- Harrison Ford - Rory O'Malley
- Guy Oliver
- Forrest Seabury - Ellory Glendenning